# ألفريدو بيريز (لاعب كرة قدم)
ألفريدو بيريز (بالإسبانية: Alfredo Pérez)‏ (مواليد 10 أبريل 1929) هو لاعب كرة قدم. يلعب مع منتخب الأرجنتين لكرة القدم. سبق له أن لعب في كأس العالم لكرة القدم مع منتخب بلاده.

## روابط خارجية
- ألفريدو بيريز على موقع الاتحاد الدولي (مؤرشف)  (الإنجليزية)
- ألفريدو بيريز على موقع قاعدة بيانات كرة القدم.إي يو (الإنجليزية)
- ألفريدو بيريز على موقع ناشيونال فوتبول تيمز (الإنجليزية)
- ألفريدو بيريز على موقع عالم كرة القدم.نت (الإنجليزية)